# Sander Gulien
Sander Gulien (* 4. April 1974 in Middelburg, Niederlande) ist ein niederländischer Comiczeichner. Er gehört zu den produktivsten und bekanntesten Disney-Zeichnern seines Landes.
Seine ersten Comics zeichnete Gulien im Alter von 13 Jahren. Diese zeigte er dem Direktor des niederländischen Disney-Produktion, Ed van Schuijlenburg. Dieser erkannte sein Talent und brachte ihm den Beruf des Comiczeichners bei. Nach seiner Ausbildung wurde Sander Gulien 1995 Disney-Comiczeichner.
Gulien, dessen Zeichenstil an Daan Jippes und somit auch an Carl Barks erinnert, zeichnet häufig Donald-Duck-Comics.

## Donald-Duck-Geschichten (Auswahl)
- 1996: Die Kraft im Saft (Donald als woudloper), dt. 2009
- 1999: Die lahmgelegte Alarmanlage (Gemier), dt. 2000
- 2002: Die große Schlacht von Entenhausen (Slag om Duckstad), dt. 2004
- 2006: Piratenherz (Piratenzang), dt. 2011
- 2009: Zu viele Deiche (Kleine oorzaken), dt. 2014
- 2013: Essen für Sieger (De paardenrace), dt. 2015
- 2016: kein deutscher Titel (Rijksmuseum de aankoop)